# Masakr kod Waxhawsa
Masakr kod Waxhawsa je kontroverzni naziv za Bitku kod Waxhawsa koja se dogodila 29. svibnja 1780. u Južnoj Karolini za vrijeme Američkog rata za neovisnost. Bitka je bila između Patriota i uglavnom Lojalista koje je vodio pukovnik Banastre Tarleton.

## Pozadina
Pukovnik Budford je vodio vojsku sastavljenu od Virginijskih patriota koja je imala otprilike 380 vojnika. Budford je trebao biti pojačanje patriotima u Bitci kod Charlestona no prije nego što je došao javljeno mu je da su Britanci osvojili Charleston, pa se zajedno sa svojom vojskom vratio u Virginju.
Britanski pukovnik Banastre Tarleston je čuo da guverner Južne Karoline John Rutlege putuje s Budfordom. Želeći zarobiti guvernera Rutlegea, Tarleton je skupio vojsku od 270 ljudi koja je napala Budforda.

## Bitka
29. svibnja 1780. Tarleton je uhvatio patriote kod Waxhawsa, no na suprotnoj strani je bio samo Budford dok se guverner Rutlege već odvojio. Dok je čekao da mu se pojačanje pridruži Tarleton je poslao satnika Davida Kinlocka da zatraži Budfordovu predaju. U svojoj poruci Tarleton je uvećao broj svojih vojnika na 700 nadajući se da će to utjecati na Budfordovu predaju, no Budfordova je predaju smatrao smiješnom i odgovorio: "Odbijam vaše zahtjeve i govorim vam da ću se boriti do zadnjeg daha."
Unatoč tome Budford je napravio besmislenu odluku. Nastavio je hodati prema Virginiji umjesto da se pripremio za borbu. Kada je Tarleton krenuo na njega Budford je čekao da mu se približi na desetak metara i tek je onda naredio paljbu. To je imalo malen efekt na Tarletonovu konjicu te je Tarleton potjerao Patriote u bijeg. 
Prema njegovim zapisima 113 je patriota ubijeno i 147 ranjeno, Britanci su pak imali puno manje žrtava 5 ubijenih i samo 12 ranjenih.

## Nakon bitke
Ova bitka je uvijek bila tema mnogih kontroverza zbog Tarletonova okrutnog ponašanja nakon bitke. Naime on je sustigao razbježale patriote koji su se predali, no ne mareći za predaju Tarleton ih je dao ubiti. Tako je i završio i Budford priča se, naime da je Budford visoko podigao bijelu zastavu u znak predaje, no Tarleton ga nije slušao nego je puknuo metak u zrak što je značilo njegovim vojnicima da počnu s paljbom. U svoju korist Tarleton je priznao masakr ali pod olagodnim okolnostima. Rekao je da ga razbjesnila pogibija njegovog konja kojeg su upucali patrioti.
Prije masakra popularno razmišljanje na jugu je bilo kako se neće pridružiti patriotima jer su smatrali da će se britanci vratiti i ostali su vjerni britanskoj kruni. No kada je stigla vijest o masakru većina onih neutralnih se pridružilo patriotima te je to promijenilo tijek rata na jugu. Tarletonov je masakr postao puguban za lojaliste na jugu zemlje. Masakr je i direktno odgovoran za strahovit poraz generala Patricka Fergusona od masakrom potaknute vojske Tennessija.

## Vanjske poveznice
- Waxhaw massacre
- BanastreTarleton.org
- Detailed account of the Waxhaw Massacre (.pdf file)